# Telesur Multimedia Innovation Laboratory
Telesur Multimedia Innovation Laboratory (TMIL) is een innovatielaboratorium en incubator voor multimediatechnologie op de campus van de Anton de Kom Universiteit van Suriname in Paramaribo. De kennis en de locatie komen van de universiteit en de sponsoring van het telecombedrijf Telesur. De inspiratie voor de opzet kwam van een kleine jongen van circa 12 jaar die het lukte om een mobiel apparaat aan te zetten, op het moment dat technici dit niet wilde lukken.
TMIL werd opgericht op 16 december 2011. Het is opgezet om kennis, creativiteit, innovatie en nieuw ondernemerschap samen te brengen, om zo een laboratorium, kenniscentrum en  creatieve broedplaats te laten ontstaan. De samenwerking is laagdrempelig gehouden waardoor in principe iedereen er ideeën mag uitwerken. In het lab kunnen uitvindingen worden gedaan en ICT- en multimediadiensten worden getest.